# Едвін Гарріс Колберт
Едвін Гарріс «Нед» Колберт (Edwin Harris «Ned» Colbert; 28 вересня 1905 — 15 листопада 2001) — американський палеонтолог хребетних, дослідник і письменник.
Народився в місті Кларінда, штат Айова, виріс у Мерівіллі, штат Міссурі. Його батько Джордж Гарріс Колберт, очолював кафедру математики в Північно-Західному університеті штату Міссурі і працював у коледжі з моменту його заснування в 1906 році
Едввін отримав ступінь бакалавра в Університеті Небраски, потім ступінь магістра та доктора філософії у Колумбійському університету, який закінчив у 1935 році. У 1933 році він одружився з Маргарет Метью, дочкою видатного палеонтолога Вільяма Діллера Метью. Вона стала відомим художником, ілюстратором і скульптором, що спеціалізувалася на візуалізації вимерлих видів. У подружжя було п'ятеро синів. У 1937 році молода родина переїхала до Ліонії, штат Нью-Джерсі, і прожила там десятиліттями.
Серед посад, які обіймав Колберт, був куратор палеонтології хребетних в Американському музеї природної історії протягом 40 років і професор-емерит палеонтології хребетних у Колумбійському університеті. Він був протеже Генрі Ферфілда Осборна та провідним експертом з динозаврів.
За свою роботу Siwalik Mammals in the American Museum of Natural History (Ссавці Сіваліка в Американському музеї природної історії) Колберт був нагороджений медаллю Даніеля Жиро Елліота від Національної академії наук у 1935 році. Він описав десятки нових таксонів і був автором великих систематичних оглядів, включаючи відкриття понад дюжини повних скелетів примітивного малого тріасового динозавра Coelophysis на Ранчо привидів у Нью-Мексико у 1947 році (одне з найбільших концентрацій родовищ динозаврів, які будь-коли зареєстровані), публікація їх опису та огляд філогенії цератопсів.
У 1959 році він очолив експедицію до геопарку Палеоррота (Бразилія) під керівництвом Ллевеліна Айвора Прайса.
Його польові дослідження в Антарктиді в 1969 році допомогли зміцнити визнання теорії дрейфу континентів, знайшовши скам'янілість лістрозавра віком 220 мільйонів років. Його популярність і його посібники з динозаврів, палеонтології та стратиграфії (разом з Маршаллом Кеєм) познайомили нове покоління вчених і ентузіастів-любителів з цим предметом. Він був лауреатом численних премій і нагород, що відзначають його численні досягнення в галузі науки.
У 1970 році він став куратором палеонтології хребетних у Музеї Північної Аризони у Флегстаффі, штат Аризона. Він помер у своєму будинку у Флегстаффі у 2001 році.

## Праці
Колберт написав понад 20 книг і понад 400 наукових статей.
- 1935: Siwalik Mammals in the American Museum of Natural History
- 1945: The Dinosaur Book: The Ruling Reptiles and Their Relatives (repub 1951)
- 1955: Colbert's Evolution of the Vertebrates: A History of the Backboned Animals Through Time (four more editions in 1969, 1980, 1991 & 2001; fifth edition with Eli C. Minkoff & Michael Morales)
- 1961: The World of Dinosaurs, illustrated by George Geygan (repub in 1977 as Dinosaur World)
- 1961: Dinosaurs: Their Discovery and Their World
- 1965: The Age of Reptiles, illustrated by Margaret Colbert (repub 1987)
- 1968: Men and Dinosaurs: The Search in Field and Laboratory (repub 1971)
- 1968: Millions of Years Ago: Prehistoric Life in North America, illustrated by Margaret Colbert
- 1973: Wandering Lands and Animals: The Story of Continental Drift and Animal Populations (repub 1985)
- 1977: The Year of the Dinosaur, illustrated by Margaret Colbert
- 1983: Dinosaurs: An Illustrated History. ISBN 978-0-8437-3332-7
- 1984: The Great Dinosaur Hunters and Their Discoveries. ISBN 978-0-486-24701-4
- 1989: Digging into the Past: An Autobiography. ISBN 978-0-942637-08-3
- 1995: The Little Dinosaurs of Ghost Ranch. ISBN 978-0-231-08236-5
- 1980: Fossil-Hunter's Notebook: My Life with Dinosaurs and Other Friends, w/Elias Colbert. ISBN 978-0-525-10772-9